# Оливеро (Асти)
Оливеро је насеље у Италији у округу Асти, региону Пијемонт.
Према процени из 2011. у насељу је живело 76 становника. Насеље се налази на надморској висини од 146 м.